# Silvio Elías i Marimón
Silvio Elías i Marimón (Barcelona, 15 d'agost del 1948) és un empresari multimilionari i executiu esportiu català. Ha estat propietari de diversos grups empresarials i institucions especialitzats en establiments d'alimentació i supermercats, tecnologia, esports i gestió immobiliària.
Conegut sobretot per haver encapçalat Caprabo, per haver fundat i dirigit Veritas i pel seu pas com a directiu del Futbol Club Barcelona, amb data de 2023 encapçalava la 97a família més rica de Catalunya i també documentada entre les 400 amb una fortuna més elevada a Espanya, amb 145 milions d'euros de patrimoni net.

## Trajectòria

### Àmbit empresarial
Elías i Marimón naixé a Barcelona el 1948 i esdevingué fou inscrit al Futbol Club Barcelona a 11 anys, amb el número de soci 3466. Es llicencià en Dret per la Universitat de Barcelona. A 18 anys, la seva família —que estava emparentada amb la nissaga Carbó, una de les fundadores de la cadena de supermercats Caprabo— adquirí diverses accions de la família Prat, una de les altres que n'havien estat fundadores i que se'n desvincularen el 1962. En la seva adolescència i joventut s'incorporà al departament d'administració i comptabilitat de l'empresa (llavors situada al carrer Aribau de Barcelona), posició des de la qual prengué un rol clau en l'expansió de l'empresa, primer en la gestió dels aliments secs i després en el màrqueting. El 1996, ja en el càrrec de vicepresident, rebé el premi a Dirigent de l'Any atribuït per la revista del sector alimentari Aral. Dins de la companya, també fou el responsable de crear la cistella «Benvingut nadó» amb productes per a nounats.
A banda del seu rol a Caprabo, Elías i Marimon amassà sota el seu poder un seguit d'empreses i hòldings: Veritas (ambdues cadenes de supermercats) World Tour Platforms (tecnologia i telefonia), Caboel (immobiliària) Sandrigham, Lidiarian, Sapis XXI, Duet Sports (centres esportius), Balneario Mas Salagrós (balnearis i oci) i GroupSeventeen Seconds Invest. També ha exercit de membre del consell assessor de la branca espanyola Ernst & Young, del consell d'organitzador d'Alimentaria i de la Coca-Cola European Research. Fou precisament la venda de Caprabo per 1300 milions d'euros la qual li permeté la fundació de Veritas i l'ampliació del seu patrimoni empresarial.

### Àmbit institucional
En l'àmbit institucional, ha dut a terme tasques al consell assessor de la Facultat de Dret de la Universitat de Barcelona i fou membre de la Junta Directiva del FC Barcelona entre els anys 2010 i 2020. Per raó del fons d'inversió Suma Capital Equity Fund, del qual Sandro Rosell i Feliu també en formà part, accedí a les responsabilitats directives del club català i hi romangué com un dels seus homes forts, posició que preservà durant el mandat de Josep Maria Bartomeu i Floreta. La seva presumpta deslleialtat desfermà que, durant la pandèmia de COVID-19, les tensions entre ambdós creixessin fins al punt que Bartomeu li retirà la retribució i li demanà que plegués. Això desencadenà que l'abril del 2020 dimitís en bloc amb cinc altres alts càrrecs del club. També influí en l'accés de la seva família dins del consell d'administració de l'exclusiu club de dones Juno House.

### Polèmiques
Entre altres polèmiques personals, el Tribunal Superior de Justícia de Catalunya l'obligà el 2019 a enderrocar tot un habitatge unifamiliar al barri de Pedralbes i també la planta superior d'un segon edifici del barri de Pedralbes barceloní atès que havia infringit el Pla General Metropolità de Barcelona.
Pel que fa a Veritas, i durant els anys en què traspassà la responsabilitat d'executiu en cap de Veritas al seu fill, Silvio Elías de Gispert, la companyia es veié esquitxada en diversos fets significatius. Coincidint amb la seva sortida del FC Barcelona, diversos grups anarquistes atacaren amb pintades, fulletons i alguna incursió els seus locals de Barcelona per protestar contra l'elitisme alimentari de la companyia, criticada pels seus preus molt més elevats que la competència i el seu rentat d'imatge verd. Tres anys després, l'abril del 2023 l'empresa fou greument acusada de catalanofòbia. Es filtraren àudios de l'acomiadament d'una treballadora de la cadena a Puigcerdà, en què es feia palès que el seu ús habitual del català cap als clients i companys de feina en l'horari laboral n'havia estat la causa real. Tot i que l'empresa ho negà, l'onada de reacció pública, digital, periodística i institucional propicià que s'exigís la readmissió de la treballadora, es feren crides al boicot comercial a Veritas, pintades de denúncia a diversos locals de l'empresa, múltiples concentracions exigint la reincorporació de la treballadora i es vincularen directament els fets amb la figura i trajectòria empresarial de la família d'Elías i Marimón. Tanmateix, el 26 de maig de 2023 l'empresa es negà a readmetre la treballadora durant l'acte de conciliació previ i preceptiu al judici.